# (18344) 1989 TN11
(18344) 1989 TN11 est un astéroïde de la ceinture principale découvert en 1989.

## Description
(18344) 1989 TN11 a été découvert le 2 octobre 1989 à l'observatoire interaméricain du Cerro Tololo, un observatoire astronomique professionnel situé dans le désert d'Atacama, au nord du Chili, par Schelte J. Bus.

### Caractéristiques orbitales
L'orbite de cet astéroïde est caractérisée par un demi-grand axe de 2,34 UA, un périhélie de 1,93 UA, une excentricité de 0,18 et une inclinaison de 6,57° par rapport à l'écliptique. Du fait de ces caractéristiques, à savoir un demi-grand axe compris entre 2 et 3,2 UA et un périhélie supérieur à 1,666 UA, il est classé, selon la JPL Small-Body Database, comme objet de la ceinture principale.

### Caractéristiques physiques
(18344) 1989 TN11 a une magnitude absolue (H) de 14,2 et un albédo estimé à 0,261.